# 伊東熊夫
伊東 熊夫（いとう くまお、1850年1月22日（嘉永2年12月10日）- 1913年（大正2年）5月7日）は、明治時代の政治家・実業家・銀行家。新聞編集者。製茶業者。衆議院議員（1期）。

## 経歴
山城国綴喜郡上村（京都府綴喜郡普賢寺村 、田辺町を経て現京田辺市）で、庄屋、素封家・伊東喜蔵、チカの長男として生まれる。村塾で漢学を学び、その後は和漢の典籍を独学した。1868年（明治元年1月）に家督を相続。1876年（明治9年）ころ 沢辺正脩の田辺校に寄寓し、西川義延や喜多川孝経と共に地方民権や政治について議論を交わした。1878年（明治11年）儒者・山口正養を京都から招聘し田辺町に盍簪家塾を創立し、さらに1881年（明治14年）8月、三山木村に南山義塾を設立し、初代社長に就任した（1881年10月-1883年3月在任）。
1877年（明治10年）綴喜郡第三区長となり、1879年（明治12年）3月、京都府会議員に当選し、1889年（明治22年）12月まで4期務めた。この間、常置委員、郡部会副議長などを務め、日本立憲政党新聞を発刊した。さらに製茶業を経営し、日本製茶輸出社長や京都府茶業組合連合会議所議長など要職を歴任した。ほか、伏見銀行頭取、伏見商業会議所会頭などを務めた。
1890年（明治23年）7月の第1回衆議院議員総選挙では京都府第4区から出馬し当選。巴倶楽部に所属し衆議院議員を1期務めた。1892年（明治25年）2月の第2回総選挙では落選し、その後は主に実業界で活動した。

## 親族
- 長男 伊東誠太郎（京都府会議員）[2]
- 孫 伊東義純（田辺町長）[2]
- 曽孫　伊東信行 (元名古屋市立大学学長）